# Жекулин, Владимир Сергеевич
Владимир Сергеевич Жекулин (30 апреля 1929 — 18 февраля 1989) — советский физико-географ, доктор географических наук, профессор. Вице-президент Географического общества СССР.

## Биография
Работы по исторической географии ландшафтов, антропогенному воздействию на ландшафт, теории и методологии географической науки.

## Основные работы
- Жекулин В. С. Историческая география ландшафтов: курс лекций. — Новгород: Изд-во Новг. пед. института, 1972. — 228 с.
- Жекулин В. С. Историческая география: Предмет и методы: Учебное пособие. — Л.: Ленинградский гос. пед. ин-т им. А.И. Герцена, 1975. — 62 с.
- Жекулин В. С., Нехайчик В. П. Озеро Ильмень / Худож. В. В. Костырев. — Л.: Лениздат, 1979. — 56 с. — 25 000 экз.
- Жекулин В. С. Историческая география: Предмет и методы. — Л.: Наука, 1982. — 224 с. (в пер.)
- Жекулин В. С. Введение в географию: Учеб. пособие для студ. вузов, обуч. по спец. "География". — Л.: Изд-во Ленингр. ун-та, 1989. — 272 с. — 12 335 экз. — ISBN 5-288-00232-0. (в пер.)

### Статьи
- Актуальные и перспективные задачи советской географии / В. М. Котляров, А. Ф. Трешников, В. С. Жекулин, С. Б. Лавров, Е. С. Короткевич // Научно-практические задачи советской географии : (сб. науч. тр.) / АН СССР, Геогр. о-во СССР. - Л., 1985. - С. 3-15.
- Географ в современном мире // География в школе. - 1995. - № 6. - С. 33-36.
- Географические сведения в новгородских берестяных грамотах // Известия Всесоюзного географического общества. - 1966. - Т. 98, вып. 5. - С. 444-447.
- География в системе наук: сб. ст. / Отв. ред.: В. С. Жекулин, С. Б. Лавров. - Л. : Наука, 1987. - 212 с. - (Соврем. проблемы географии).
- География Новгородской области: учеб. пособие для шк. 7-8-х кл. / В. Н. Серова, А. А. Барышева, В. С. Жекулин. - Л.: Лениздат, 1988. - 143 с.
- Историческая география и вопросы природоиспользования (на примере Новгородского края XII-XV вв.) // Ученые записки Ленинградского пед. ин-та им. А.И. Герцена. Т. 350. Вопросы исторической географии и палеогеографии. - Л., 1969. - С. 3-53.
- География и общество / В. С. Жекулин, С. Б. Лавров. - М. : Знание, 1987. - 45 с.
- Историческая география ландшафтов: тенденция и перспективы // Историческая география: тенденции и перспективы. - СПб., 1995. - С. 6-10.
- История сельскохозяйственного освоения ландшафтов Новгородского края // История географии и историческая география. - М., 1975. - С. 12-15.
- К вопросу о физико-географическом районировании Архангельской области // Вопросы краеведения и методики преподавания географии и биологии : (в помощь учителю) / отв. ред. В. С. Жекулин. - Архангельск, 1962. - С. 88-102. - (Ученые записки Арханг. гос. пед. ин-та им. М.В. Ломоносова ; № 11).
- Ландшафты Новгородской области, их древняя и современная освоенность // Северо-Запад Европейской части СССР. Вып. 9 : Проблемы географии населения и трудовых ресурсов. - Л. : Изд-во ЛГУ, 1973. - С. 57-78.
- Некоторые особенности климата северной тайги Архангельской области // Там же. - С. 103-119.
- О междисциплинарных исследованиях и интеграционных тенденциях в географической науке // Известия Всесоюзного Географического общества. - 1984. - Т. 116, вып. 3. - С. 193-200.
- Сельскохозяйственная освоенность ландшафтов Новгородского края в XII-XIV вв. // Известия Всесоюзного географического общества. - 1972. - № 1. - С. 21-29.
- Современная освоенность ландшафтов Новгородской области // Известия Всесоюзного Географического общества. - 1971. - Т. 103, вып. 5. - С. 412-417.
- Экология или география // География в школе. - 1995. - № 3. - С. 43-44.